# کدپوئت
کدپوئت (به انگلیسی: Coedpoeth) یک منطقهٔ مسکونی در بریتانیا است که در شهرستان مستقل ورکسام واقع شده‌است. کدپوئت ۴٬۷۰۲ نفر جمعیت دارد.